# コルト・パイソン
コルト・パイソン（英: Colt Python）は、1955年にアメリカのコルト社が開発した回転式拳銃である。当時のコルト社の副社長、フィリップ・シュワルツが命名したパイソンの名称は英語でニシキヘビを意味する。コブラ、キングコブラ、ダイアモンドバック、アナコンダと並び、商品名に蛇の名前を冠するシリーズの1つである。

## 開発
コルト・パイソンは、視察先のNRAブルズアイ競技の会場でベンチレーテッドリブとフルレングスアンダーラグを装着したキング社のコルト・オフィサーズモデルのカスタム型に感銘を受けたウェストコートにおけるコルト社のトップセールスマン、ビル・ヘンリーの「最上級のターゲットリボルバーを製品化すべきだ」という主張を受け、コルト・パターンルームのガンスミス、アルベルト・ギュンターを責任者として開発が進められ、1953年に完成した試作モデルを経て、第二次世界大戦中に同社が開発したプレミアムモデルリボルバー、コルト.357を元にしたプリプロダクションモデルが同社のマスターガンスミス、アル・デジョンによって製作された後、1955年に同社が「.357マグナム弾を発射できる」高級ターゲットリボルバーとして発表した。
初めに6インチ、次に2.5インチと4インチの銃身を持つものが発売され、後に8インチの「パイソンハンター」も作られた。また、コンバットパイソンと呼ばれる3インチモデルも存在する。
手作業での調整箇所が多く、生産しにくい構造ながら、その関係で仕上げも念入りに施されていたため、ライバルメーカーのS&W社などの製品と比較すると高価格となっており、1970年代半ばの値段だと同社のコルト・ディテクティブスペシャルのおよそ倍だったとされ、「リボルバーのロールス・ロイス」とも呼ばれた。
高価格ながら、各種の特徴を支持するユーザーも現れ、コルト社は廉価版として使用弾薬を.38スペシャル弾・.22LR弾に変更した「コルト・ダイアモンドバック」という一回り小さいフレームを使用したリボルバーを発売した。また、.22LR弾や.41レミントン・マグナム弾、.44口径のパイソンも試作されたと言われるが、製品化には至っていない。
コルト社は1999年10月、販売減少と製造費高騰を理由として同モデルの生産を停止する発表をしたが、2001年と2003年には少数生産が、2005年には50周年記念モデルの限定生産が行われ、更に2020年1月にステンレス鋼製の4.25インチと6インチ銃身モデルがリニューアル再販開始された。

## 特徴

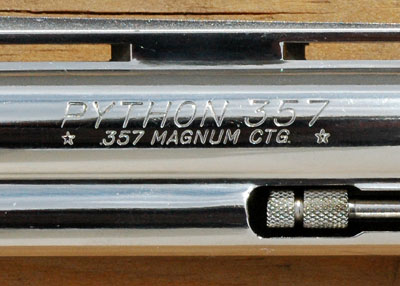
バレル上のPYTHON 357の刻印

フレームのサイズはIフレーム。弾薬は、.357マグナム弾を撃つことができ、.38スペシャル弾も使用可能。発砲の反動による銃口の跳ね上がりを抑える重量物として、銃口部まで延長されたエジェクターロッドハウジング、ピン止めされた交換可能なランプタイプの照星と上下微調整可能な照門などの外観を持ち、精度向上のために熟練工が1丁1丁調整を行っている。
銃身上部にはベンチレーテッドリブ（放熱板）と呼ばれる梁状の構造を持ち、銃身加熱による陽炎を防ぐための実用的な構造であるといわれているが、実際は「放熱の効果はないだろうが、あった方が銃の見栄えが良くなる」とする見解もある。スコープを装備するモデルでは、ベンチレーテッドリブがスコープをマウントする取り付け台として利用されている。ファイアリングピンはフレーム側に設けられ、ハンマーはワイドチェッカードタイプになっており、トリガーはセレーションが入れられ、シングル・アクションでの射撃に適している。グリップは美しいRを描く木製のサードタイプのチェッカードオーバーサイズグリップ（4インチモデル、6インチモデル）、もしくは小型なチェッカードグリップ（2.5インチモデル）である。
ごく初期のモデルはフロントサイトがやや低く、レッドインサートが入っており、リアサイトも面がフラットなAccroタイプである。グリップも全面にチェッカリングの入ったフルチェッカードグリップとなっている。
初期の仕上げは「コルトロイヤルブルーフィニッシュ」と呼ばれ、スチールフレームの表面に腐食を防ぐ目的で黒錆を発生させる「ガンブルー」という表面処理が施された深みのある青を帯びた黒色だったと言われている。外観だけではなく内部も入念に仕上げられており、コルト社の他のリボルバーよりは引き金の感触が良いとされているが、1890年代に生まれたメカニズムから殆ど進化しておらず、ダブルアクションでの射撃時の感触はスムーズでは無い上に前述のコッキングし易いワイドスパーハンマーやストロークが短くキレの良いトリガー等、ダブルアクションよりもシングルアクション（撃つ直前に撃鉄を起こす）で射撃する事を主体としている様になっている。更に表面仕上げは前述のアル・デジョン等のコルトの熟練工が引退するにつれ、仕上げが荒くなり品質が落ちていったと言われており、仕上げの状態が良い個体や、熟練工在籍時の初期生産品はコレクターの間で高値で取引される。また、通常はフレームの素材はスチールだが、同じく錆に強いステンレス製のフレームも存在。
前述の通り、コルト社の採用している引き金の機構はS&W社のものと比較して扱いにくいため、S&W M19やS&W M586のフレームにパイソンの銃身を組み合わせた「スマイソン(Smython)」をCHPのガンスミスであり、カルフォルニア州サクラメントのガンショップTower of Sports Inc.のオーナーであった日系アメリカ人ケン・カゲヒロが製作、後にCHPのシューターであったビル・デイヴィスも自社ケイク・デイヴィス社で「スモルト(Daivis Smolt)」として販売していた。また、非常に珍しいコルト社公認モデルとして、キングコブラのフレームにパイソンのバレルを組み合わせた「コルト・グリズリー（Grizzly）」があり、刻印も"Colt Grizzly"に変更されている。これ以外にも、パイソンの銃身に別のフレームをつけるというカスタムモデルがいくつか存在する。

## バリエーション

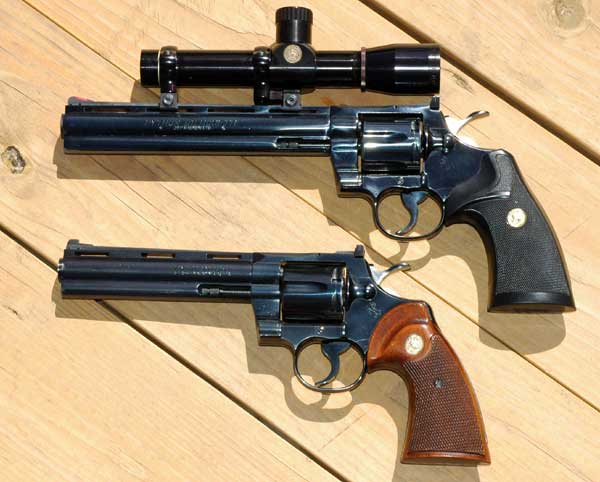
コルト・パイソンハンター（上）
コルト・パイソン 6インチモデル（下）

コルト・パイソンハンター
1980年に登場したパイソンの8インチ銃身モデルで、木製グリップを標準装着していた従来のモデルとは違ってラバーグリップを標準装着し、LEOPOLD製ピストルスコープがベンチレーテッドリブに搭載され、アルミ製アタッシェケースに入った状態で限定販売された。通常の8インチモデルは銃身の刻印が他モデルと同じ"PYTHON 357"だが、スコープ付モデルのみ刻印が"PYTHON　HUNTER"となっている。
1995年に日本で起きた警察庁長官狙撃事件で使用され、.357マグナムのホローポイント弾4発が発射された。
コルト・コンバットパイソン
1980年代後半に登場したパイソンの3インチモデル。S&W社やスターム・ルガー社などのライバル会社が生産している3インチリボルバーに対抗し、発売された。また、カリフォルニア・ハイウェイ・パトロールが注文し、同モデルをベースにして生産された「パイソン・カリフォルニア・コンバット」というモデルも存在するとされる。
コルト・ダイアモンドバック
1966年に登場したパイソンの廉価版にあたるモデルで、名称の由来は背中にダイヤ模様のあるガラガラヘビの一種。外見こそパイソンと同様だが、全体的に小型である。又、強度の問題と弾薬の全長の違いからシリンダーの前後長は短く.38スペシャル弾専用となっており、.357マグナム弾は使用できない。パイソンのようなロイヤルブルーフィニッシュではなく、普及品レベルの仕上げとすることで生産コストを低くした。銃身長は2.5インチ、4インチ、6インチがあるほか、.22LR弾を使用するモデルも存在する。しかし、パイソンより安価といっても他社製のリボルバーと比較すると高価だった事もあって、1989年に生産が終了した。

## S&W M19・M586とコルト・パイソン
パイソンに比べるとS&W社のM19やスターム・ルガー製セキュリティシックス他は安価であり、高価なパイソンは公的機関での採用例は少なかった。当時の熱処理技術では、.38スペシャル弾用として設計されたKフレームを使用するM19は.357マグナム弾使用時には耐久性の問題があったが、熱処理技術の改良やLフレームのM586などの開発などによりこの問題点が解決され、また、コルト社製品の質が全体的に落ちてきたこともあってユーザーが他社の製品に流れていった。コルト社がダブルアクション・リボルバー生産から撤退した後も、1998年頃から2003年頃までは受注生産品として「コルト・パイソンエリート」の名で発売されていたが、2005年に仕上げられた50周年記念モデルで一旦生産が打ち切られてしまう。そして2019年にリニューアル再販が開始されたキングコブラに続き、2020年1月に販売が再開された。

## 注
1. ↑  試作モデルの段階では.256ウィンチェスター弾を使用するモデルも存在したが、将来性が無いという理由で製品化は見送られ、.41レミントン・マグナム弾を使用するモデルも試作が行われたが、強度不足を理由に中止されている。
2. ↑  ベンチレーテッドリブとフレームの上面は、反射を抑えて狙い易くするため、マットフィニッシュとなっている。